# Christmas Non-Stop Carol
『Christmas Non-Stop Carol』（クリスマス・ノンストップ・キャロル）は、GIZA studioがクリスマス・ソングのカバーを集めたコンピレーション・アルバム。規格品番はGZCA-5229。

## 内容
GIZA studio及びビーイングに所属しているインディーズ歌手が洋楽のクリスマス・ソングのカバーを歌った曲を集めた。収録されているすべてのカバー曲は本作だけであり、タイトル通り、さまざまなカバー曲をノンストップミックスしたものになっている。2011年デビューの5人組ヴォーカルユニット、Caos Caos Caosも参加している。

## 収録曲
1. CAN'T TAKE MY EYES OFF OF YOU（君の瞳に恋してる）
歌：ZARD　編曲：葉山たけし
2. JOY TO THE WORLD（もろびとこぞりて）
歌：愛内里菜　編曲：大賀好修
3. WINTER WONDERLAND（ウインター・ワンダーランド）
歌：三枝夕夏　編曲：葉山たけし
4. WHITE CHRISTMAS（ホワイトクリスマス）
歌：森川七月　編曲：徳永暁人（doa）
5. WE WISH YOU A MERRY CHRISTMAS
歌：伊奈木紫乃　編曲：葉山たけし
6. ANGELS WE HAVE HEARD ON HIGH（荒野の果てに）
歌・編曲：岡本仁志（GARNET CROW）
7. AVE MARIA（アヴェ・マリア）
歌：Caos Caos Caos　編曲：古井弘人（GARNET CROW）
8. JEUS, JOY OF MAN'S DESIRING（主よ、人の望みの喜びよ）
ピアノ演奏：羽田裕美
9. JINGLE BELLS（ジングル・ベル）
歌：doa　編曲：徳永暁人
10. RUDOLPH THE RED-NOSED REINDEER（赤鼻のトナカイ）
歌：さぁさ　編曲：安部智樹
11. LAST CHRISTMAS（ラスト・クリスマス）
歌：WAR-ED　編曲：麻井寛史（WAR-ED）
12. 12 DAYS OF CHRISTMAS（クリスマスの12日）
歌：植田真梨恵　編曲：大橋雅人（FEEL SO BAD）
13. ALL I WANT FOR CHRISTMAS IS YOU（恋人たちのクリスマス）
歌：HAZZE　編曲：久保田敬也（HAZZE）・湯場裕介
14. SANTA CLAUS IS COMING TO TOWN（サンタが街にやってくる）
歌：Chicago Poodle　編曲：Chicago Poodle・岩倉さとし
15. THE CHRISTMAS SONG（ザ・クリスマス・ソング）
歌：岡崎雪　編曲：大楠雄蔵
16. AULD LANG SYNE（オールド・ラング・サイン）
歌・編曲：中村由利（GARNET CROW）

## 参加ミュージシャン
- 岩倉さとし - ギター(#14)
- 大賀好修 - ギター(#2)
- 鶴澤夢人（WAR-ED） - ギター(#3, 11)
- 葉山たけし - ギター(#1, 3, 5)
- 麻井寛史（WAR-ED） - ベース(#1, 3, 11)
- 大橋雅人（FEEL SO BAD） - ベース(#12)
- 徳永暁人（doa） - ベース(#4, 9)、コーラス(#9)
- 大藪拓 - ベース(#10)
- 車谷啓介 - ドラム(#3, 10)
- 大楠雄蔵 - ピアノ(#5)、キーボード(#15)
- 小野塚晃（DIMENSION） - ピアノ(#4)
- 大田紳一郎（doa） - コーラス(#3, 9)、アコースティックギター(#9)
- 大野愛果 - コーラス(#1)
- 岡崎雪 - コーラス(#3)、ボーカル(#15)
- 寺尾広 - コーラス(#5, 7)